# Morgarten (Zoug)
Pour les articles homonymes, voir Morgarten.
Morgarten est un village de la commune de Oberägeri. C'est près de ce village qu'eut lieu le 15 novembre 1315 la bataille de Morgarten, importante bataille de l'histoire suisse.